# Artur Sanhá
António Artur Sanhá (nascut en 1965) és un polític de Guinea Bissau. Va ser primer ministre de Guinea Bissau del 28 de setembre de 2003 fins al 10 de maig de 2004 i també va exercir com a Secretari General del Partit de Renovació Social (PRS).
Després de l'elecció del líder del PRS Kumba Ialá com a president, Sanhá va ser designat com a Ministre de l'Administració Interna en el govern nomenat el 19 de febrer de 2000, sota el primer ministre Caetano N'Tchama. En març de 2001 el PRS demanà Ialá el nomenament de Sanhá, secretari general del PRS, com a Primer Ministre per substituir N'Tchama, però Ialá s'hi va resistir, perquè considerava Sanhá massa radical; en comptes va nomenar primer ministre Faustino Imbali.
Sanhá va ser remogut del seu càrrec de ministre de l'Interior per Ialá a l'agost de 2001 a causa d'unes sospites en relació amb la mort d'una dona, Florinda Baptista, amb qui es va dir que havia tingut una relació sentimental, tot i que Ialá no va donar una raó per la destitució de Sanhá. Sanhá va dir que no coneixia la dona, però la seva família afirmà que persones properes a Sanhá la van obligar a tenir un avortament.
Després que Ialá va ser expulsat per un cop d'estat militar el 14 de setembre de 2003, la junta militar va escollir Sanhá com a primer ministre del govern de transició, encara que la seva elecció va ser rebutjada per 15 dels 17 partits polítics involucrats perquè Sanhá no era un polític independent; també hi havia preocupacions per l'incident de 2001. Tot i així va jurar com a primer ministre el 28 de setembre a Bissau. El seu govern de transició, que estava previst per governar durant sis mesos abans de les noves eleccions parlamentàries, va jurar el 3 d'octubre. Després de les eleccions parlamentàries, que es van celebrar al març de 2004, un informe va acusar Sanhá d'interferir en les eleccions i provocà la desorganització perquè empitjoressin; es va defensar dient que s'havia involucrat "només després que les coses van començar a anar malament". El maig va prendre possessió un nou govern encapçalat pel líder del PAIGC Carlos Gomes Júnior.
El juny de 2005, durant les protestes dels partidaris de Ialá al·legant frau en la primera ronda de la eleccions presidencials, en les quals Ialá va quedar oficialment en tercer lloc, la policia va disparar contra els manifestants i van detenir Sanhá com a líder en la marxa. En l'escorcoll la policia va trobar que portava una arma carregada.
Sanhá es va enfadar pel fracàs del PRS en posar el seu nom a la part superior de la llista de candidats del partit per al eleccions parlamentàries de novembre de 2008, i va renunciar a l'octubre de 2008. En una conferència de premsa el 21 d'octubre va indicar que ell ja no podia "suportar la injustícia que preval dins del PRS", argumentant que era "a deriva a causa d'alguns oportunistes".